# Leonard James Spencer
Leonard James Spencer (* 7. Juli 1870 in Worcester; † 14. April 1959 in London) war ein britischer Mineraloge.
Spencer besuchte das Bradford Technical College (wo sein Vater Leiter der Tagesschule war) und ab 1886 das Royal College of Science of Ireland in Dublin. Danach studierte er Geologie, Mineralogie und Chemie an der Universität Cambridge mit Bestnoten in den Tripos-Prüfungen in  Naturwissenschaften und dem Gewinn des Harkness Stipendiums 1893. Ende 1893 studierte er in München bei Paul Heinrich von Groth und ab 1894 war er in der Mineralogischen Abteilung des British Museum. Er wurde dort 1908 Assistent Erster Klasse, 1921 stellvertretender Direktor (Assistant Keeper) und als Nachfolger von G. T. Prior 1927 Direktor (Keeper). 1935 ging er in den Ruhestand.
Als Kurator entwickelte er das System der Katalogisierung der Mineralogischen Sammlung des British Museum (des späteren Museum of Natural History in London).
Er befasste sich insbesondere mit Meteoriten und Tektiten, zu denen er die Silikatglas Fragmente zählte, die in Meteoritenkratern gefunden wurden. Er studierte Meteoriten auf Expeditionen nach Südwestafrika und Libyen.
Von 1900 bis 1955 war er Herausgeber des Mineralogical Magazine und 1920 bis 1955 von Mineralogical Abstracts. 1936 bis 1939 war er Präsident der Mineralogical Society of Great Britain and Ireland und danach ab 1949 deren Sekretär für Auslandskontakte. 
Spencer war seit 1899 verheiratet und hatte einen Sohn und zwei Töchter.

## Ehrungen und Mitgliedschaften
1925 wurde er Fellow der Royal Society. Er war seit 1927  Ehrenmitglied der Deutschen Mineralogischen Gesellschaft.
1940 erhielt er die Roebling Medal. 1934 wurde er CBE und 1937 erhielt er die Murchison-Medaille.
Ein von Thomas Leonard Walker 1916 beschriebenes Mineral erhielt ihm zu Ehren den Namen Spencerit.